# Ocean View, Delaware
Ocean View är en ort i Sussex County i delstaten Delaware, USA.